# خربه بدران
خربه بدران یک منطقهٔ مسکونی در اردن است که در استان امان واقع شده‌است.